# Een leven voor de tsaar

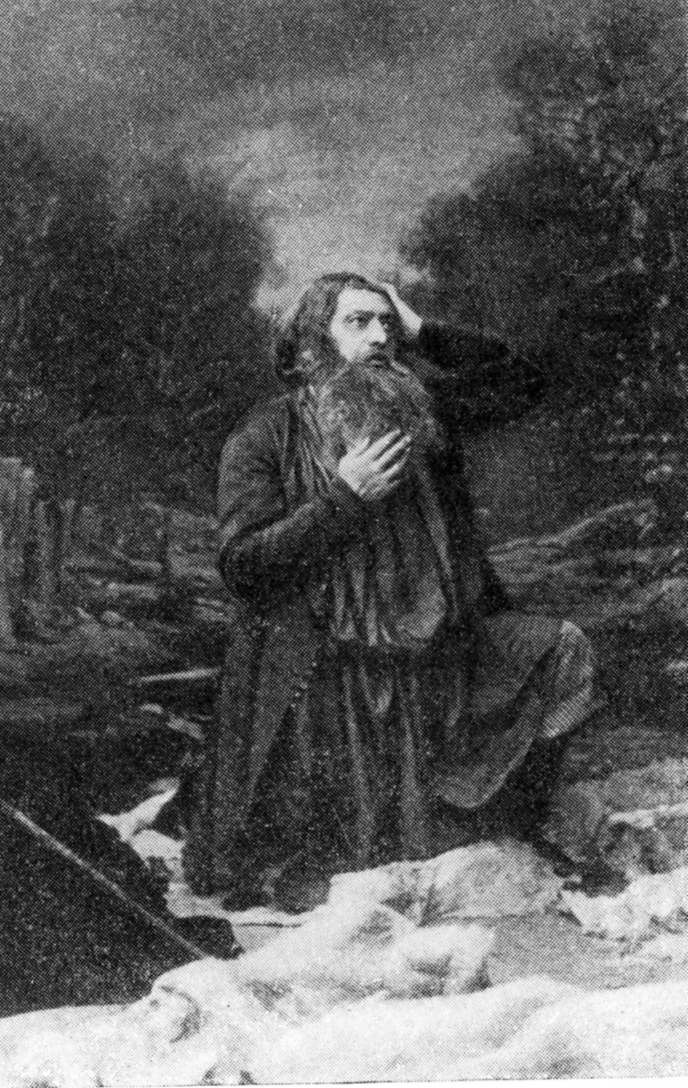
Osip Petrov als Iwan Soesanin tijdens de première

Iwan Soesanin (alias Een leven voor de tsaar) is een opera van de Russische componist Michail Glinka (1804-1857). Hij wordt beschouwd als de eerste Russische opera, en vertelt over het einde van een periode in de geschiedenis van Rusland, de "Tijd der troebelen". De première was in december 1836.
In muzikaal opzicht kan de opera tot het Bel Canto gerekend worden.

## Geschiedenis en betekenis
Tot begin 19e eeuw bestond er, afgezien van de kerkmuziek en de iconen, niet zoiets als Russische literatuur of muziek. Voor zover er sprake was van een Russisch te noemen cultuur was dat de cultuur van de boeren, die niet boven het niveau van volksliedjes en huisvlijt uit kwam. In cultureel opzicht richtte Rusland zich volledig op West-Europa. De adel sprak Frans; Russisch was de taal van het lagere volk. 
Na de tijd van Napoleon vonden in heel Europa belangrijke veranderingen plaats. Naties werden zich bewust van hun eigenheid, en zij die onder vreemde overheersing leefden (zoals b.v. die in het Habsburgse Rijk) begonnen te streven naar een eigen staat met een eigen taal en cultuur, en kwamen in opstand.
Deze ontwikkelingen hadden ook in Rusland hun weerslag. In de literatuur met het verschijnen van Poesjkin, op het gebied van opera verrassenderwijs met een opera van een componist die tot dan toe als een dilettant beschouwd werd: Iwan Soesanin van Michail Glinka.
Na de première in 1836 werd Iwan Soesanin onmiddellijk beschouwd als een mijlpaal. Gezien het feit dat sindsdien tot aan 1913 (of 1917) elk seizoen in Moskou en Sint-Petersburg geopend werd met Iwan Soesanin twijfelde niemand in Rusland daaraan. Het was een Russische opera, van een Russische componist, over een belangrijk moment uit de Russische geschiedenis (Soesanin had echt bestaan).
De tweede naam van de opera ("Een leven voor de tsaar") kreeg die op "voorstel" van tsaar Nicolaas I, die een repetitie bijgewoond had en daar zeer tevreden over was. Aanvankelijk is de opera, ook in West-Europa, onder deze naam bekend geworden.
Na 1917 werd het libretto aangepast aan de nieuwe realiteit, waarin geen plaats was voor tsaren, laat staan voor het opofferen van je leven voor hen. De muziek en het verhaal bleven (vrijwel) gelijk, maar de tekst werd geheel gewijzigd en de tsaar werd de vrijheidsstrijder Minin (de officiële nieuwe versie verscheen echter pas in 1939).

## Historische achtergrond
Het verhaal van Iwan Soesanin speelt zich af in een historische context, die in feite het vervolg op Boris Godoenov van Moussorgsky is.
Na de dood van Boris was er een acht-jarige periode van verwarring en machtsstrijd (de "Tijd der Troebelen"). Polen, destijds een regionale mogendheid die invloed in Rusland zocht, was nauw betrokken bij deze ontwikkelingen en slaagde erin een bruikbare stro-tsaar (Wladislaus Wasa) op de Russische troon te zetten.
Uiteindelijk kwamen de strijdende Russische partijen tot bezinning en overeenstemming: de "Poolse" tsaar werd afgezet en de jonge Michail Romanov, die voor allen acceptabel was, werd tot tsaar gekozen. Dit luidde het einde van de chaos en van de invloed van Polen in.
De opera begint kort voordat deze tsaar gekozen wordt. Er is een opstand uitgebroken tegen de Polen, die Rusland zijn binnengevallen. Als de Russen de "Poolse" tsaar afzetten en Michail Romanov tot hun tsaar kiezen, beramen de Polen een moord-aanslag op hem, welke door de boer Iwan Soesanin verijdeld wordt, ten koste van zijn eigen leven. Dit is historisch: "Soesanin had echt bestaan: deze held was een boer die in 1612 zijn leven had gewaagd om de allereerste tsaar van het Huis Romanov te redden door een deel van de Poolse troepen op een dwaalspoor te brengen".

## Scènes
Ouverture, vier bedrijven (vijf tonelen) en een epiloog.

Libretto van Baron Rosen, naar een suggestie van de schrijver Zjoekowski.

#### Personages
- Iwan Soesanin, een boer (bas)
- Antonída, zijn dochter (sopraan)
- Bogdan Sobinin, haar bruidegom (tenor)
- Wanja, Iwans pleegzoontje (alt; travestie-rol)
- Een Russische soldaat (bas)
- Een Poolse bode (tenor)
- (originele versie:) Een Poolse officier, -of- (1917-versie:) Sigismund III, koning van Polen (bas)

#### 1e bedrijf. Een straat in het dorp Domnin, 1613.
De boer Iwan Soesanin en zijn dochter Antonída begroeten een troep Russische soldaten, die tegen de Polen ten strijde trekt.
Antonída gaat binnenkort trouwen met Bogdan Sobinin, die afwezig is, maar onverwacht terugkeert en vertelt hoe zij met succes tegen de Polen gevochten hebben, en dat heel Rusland in opstand gekomen is om de Polen het land uit te gooien. Hij hoopt dat de plaatselijke bojaar Michail Romanov tot tsaar gekozen zal worden (bojaar: hoogste adel in Rusland).

#### 2e bedrijf. Een zaal in het Poolse kamp.
De Polen vieren feest en pochen op hun overwinningen op de Russen. Dan brengt een bode het bericht dat de Russen de door de Polen op de troon gezette stroman afgezet hebben, en Michail Romanov tot hun tsaar gekozen hebben (originele versie). De Poolse ridders en officieren trekken ten strijde, toegejuicht door de andere feestvierders.

#### 3e bedrijf. De hut van Soesanin.
Een groep Poolse soldaten, op zoek naar de zojuist gekozen tsaar Michail Romanov, valt de hut binnen, en dwingt Soesanin hen als gids naar diens woning te brengen. Soesanin kan nog net zijn plan aan zijn pleegzoontje Wanja vertellen (de Polen op een dwaalspoor brengen, terwijl Wanja de tsaar gaat waarschuwen), en doet dan alsof hij hen best wil helpen.

#### 4e bedrijf.

##### 1e toneel. Het landgoed van Michail Romanov.
Wanja heeft zijn paard doodgereden om Romanov tijdig te waarschuwen dat de Polen hem zoeken en willen doden.

##### 2e toneel. Een moeras.
Soesanin heeft de Polen het moeras in geleid. Door een felle sneeuwstorm is het zicht zo slecht dat ze besluiten een kamp op te zetten en te wachten tot het weer licht is. Soesanin merkt dat ze hem door beginnen te krijgen, en terwijl zij slapen neemt hij in zijn grote monoloog afscheid van het leven. Als de Polen wakker worden speelt hij open kaart. Zijn laatste woorden zijn "Lang leve Rusland".

#### Epiloog. HetRode Pleinin Moskou.
Antonída, Sobinin en Wanja nemen de hulde van het volk in ontvangst.